# Liste der Bischöfe von Aberdeen
Die folgenden Personen waren Bischöfe des Bistums Aberdeen (Schottland):

## Bischöfe von Mortlach (Murthlac)
- um 1000 Beóán (Beanus)
- um 1000 Donercius (Donort)
- um 1000 Cormac (Cormauch)

## Bischöfe von Aberdeen
- ca. 1131x1132 Nechtan
- ca. 1147x1151–1171 Edward
- 1172–1199 Matthew
- 1199–1207 John
- 1207–1228 Adam Calder
- 1228 × 1229 Matthew Scot (Elekt, lehnte eine Kandidatur aber ab)
- 1228–1239 Gilbert of Stirling
- 1239–1247 Radulf de Lamley
- 1247–1256 Peter de Ramsay
- 1256–1270 × 1272 Richard de Potton
- 1272–1281 × 1282 Hugh of Bennum
- 1282–1328 Henry Cheyne
- 1329 Walter Herok (Elekt)
- 1329–1343 × 1344 Alexander I. de Kininmund
- 1344–1350 William de Deyn OSB
- 1350–1354 × 1355 John de Rait
- 1355–1380 Alexander II. de Kininmund
- 1380–1389 Adam de Tyningham
- 1389–1421 Gilbert de Greenlaw
- 1422–1440 Henry de Lichton (vorher Bischof von Moray)
- 1441–1458 Ingram Lindsay
- 1458–1480 Thomas Spens (vorher Bischof von Galloway)
- 1480–1483 Robert Blackadder (Elekt) (dann Bischof von Glasgow)
- 1483–1514 William Elphinstone (vorher Bischof von Ross)
- 1515–1516 Robert Forman (Elekt)
- 1516–1518 Alexander Gordon
- 1518–1532 Gavin Dunbar
  - 1529–1531 George Learmond (Koadjutor)
- 1532–1545 William Stewart
- 1546–1577 William Gordon (letzter römisch-katholischer Bischof)

## Bischöfe von Aberdeen derChurch of Scotland
- 1577–1600 David Cunningham (Elekt)
- 1600–1616 Peter Blackburn
- 1616–1617 Alexander Forbes (vorher Bischof von Caithness)
- 1618–1635 Patrick Forbes
- 1635–1638 Adam Bellenden (vorher Bischof von Dunblane, † 1648)
- Von 1638 bis 1662 war das Bistum Aberdeen aufgelöst.
- 1662–1663 David Mitchel
- 1663–1664 Alexander Burnet (dann Erzbischof von Glasgow)
- 1664–1682 Patrick Scougal
- 1682–1689 George Haliburton

## Bischöfe derScottish Episcopal Church
- 1689–1715 George Haliburton
- Sedisvakanz von 1715 bis 1721
- 1721–1724 Archibald Campbell
- 1724–1733 James Gadderar
- 1733–1746 William Dunbar (vorher Bischof von Moray)
- 1747–1767 Andrew Gerard
- 1768–1786 Robert Kilgour
- 1786–1816 John Skinner
- 1816–1857 William Skinner
- 1857–1864 Thomas Suther (dann Bischof von Aberdeen and Orkney)
- 1865 wurde die Diözese Aberdeen mit der Diözese Orkney zur Diözese Aberdeen and Orkney vereint.

## Apostolische Vikare des Highland District
- 16.–19. September 1727 Alexander John Grant
- 1731–1773 Hugh MacDonald
- 1773–1779 John MacDonald
- 1779–1791 Alexander MacDonald
- 1791–1814 John Chisholm
- 1814–1818 Aeneas Chisholm
- 1819–1827 Ranald MacDonald CSsR (dann Apostolischer Vikar des Western District)

## Apostolische Vikare des Northern District
- 1827–1869 James Kyle
- 1869–1878 John MacDonald

## Römisch-katholische Bischöfe von Aberdeen
- 1878–1889 John MacDonald
- 16. Juli 1889 bis 26. September 1889 Colin Grant
- 1890–1898 Hugh McDonald CSsR
- 1899–1918 Aeneas Chisholm
- 1918–1946 George Henry Bennett
- 1947–1950 John Alexander Matheson
- 1951–1963 Francis Raymond Walsh MAfr
- 1964–1976 Michael Foylan
- 1977–2002 Mario Joseph Conti (dann Erzbischof von Glasgow)
- 2003–2011 Peter Antony Moran
- seit 2011 Hugh Gilbert OSB